# Bautzen (stacja kolejowa)
Bautzen (górnoł. Budyšin) – stacja kolejowa w Budziszynie, w kraju związkowym Saksonia, w Niemczech. Stacja posiada 2 perony. Na szyldach wywieszonych na peronach znajduje się nazwa miejscowości w dwóch językach: niemieckim – Bautzen i górnołużyckim - Budyšin. Podobnie na fasadzie budynku dworca widnieje napis niemiecki: Bahnhof Bautzen oraz górnołużycki Dwórnišćo Budyšin (Dworzec Budziszyn).

## Galeria

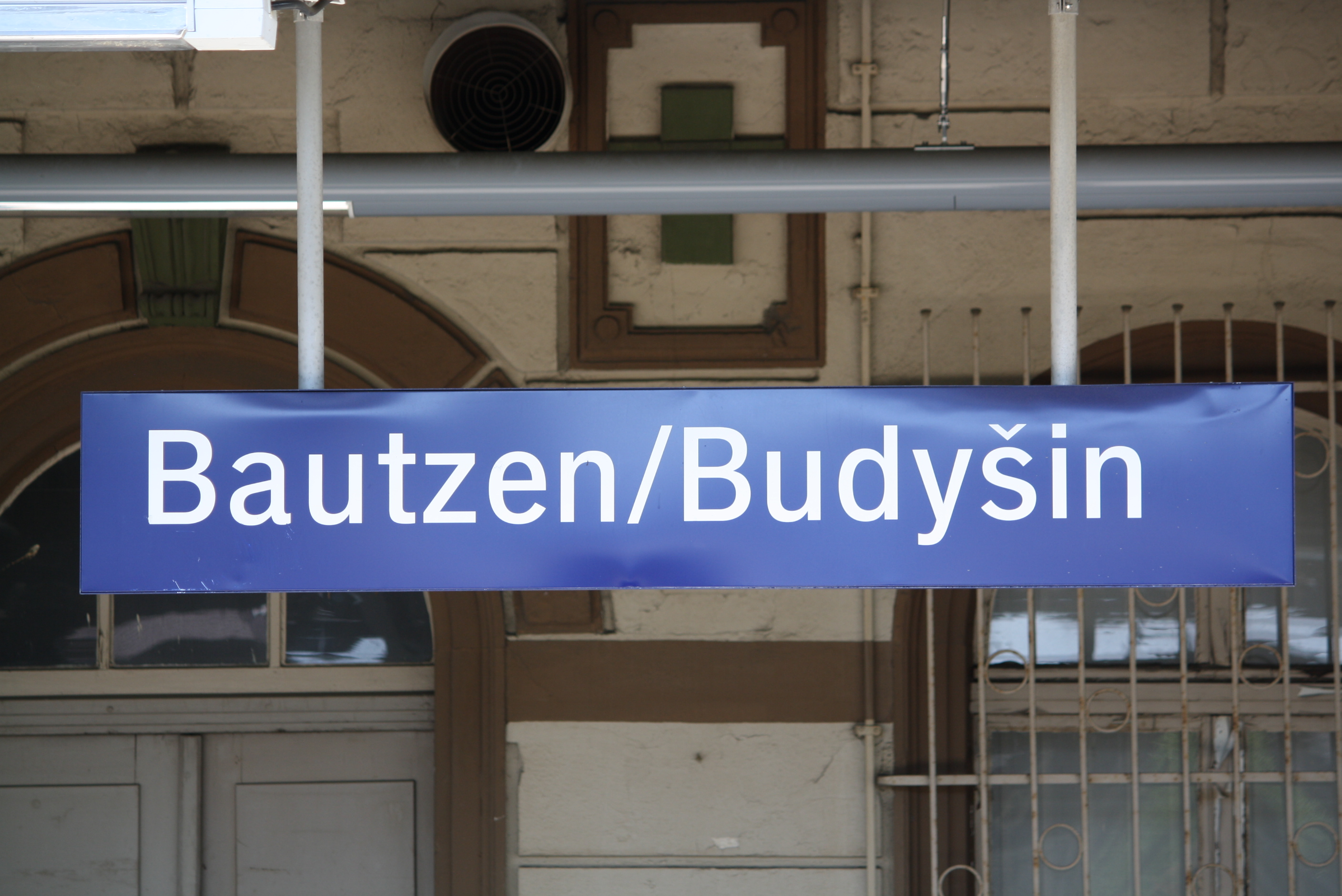
Niemiecko-łużycki szyld z nazwą stacji kolejowej w Budziszynie.
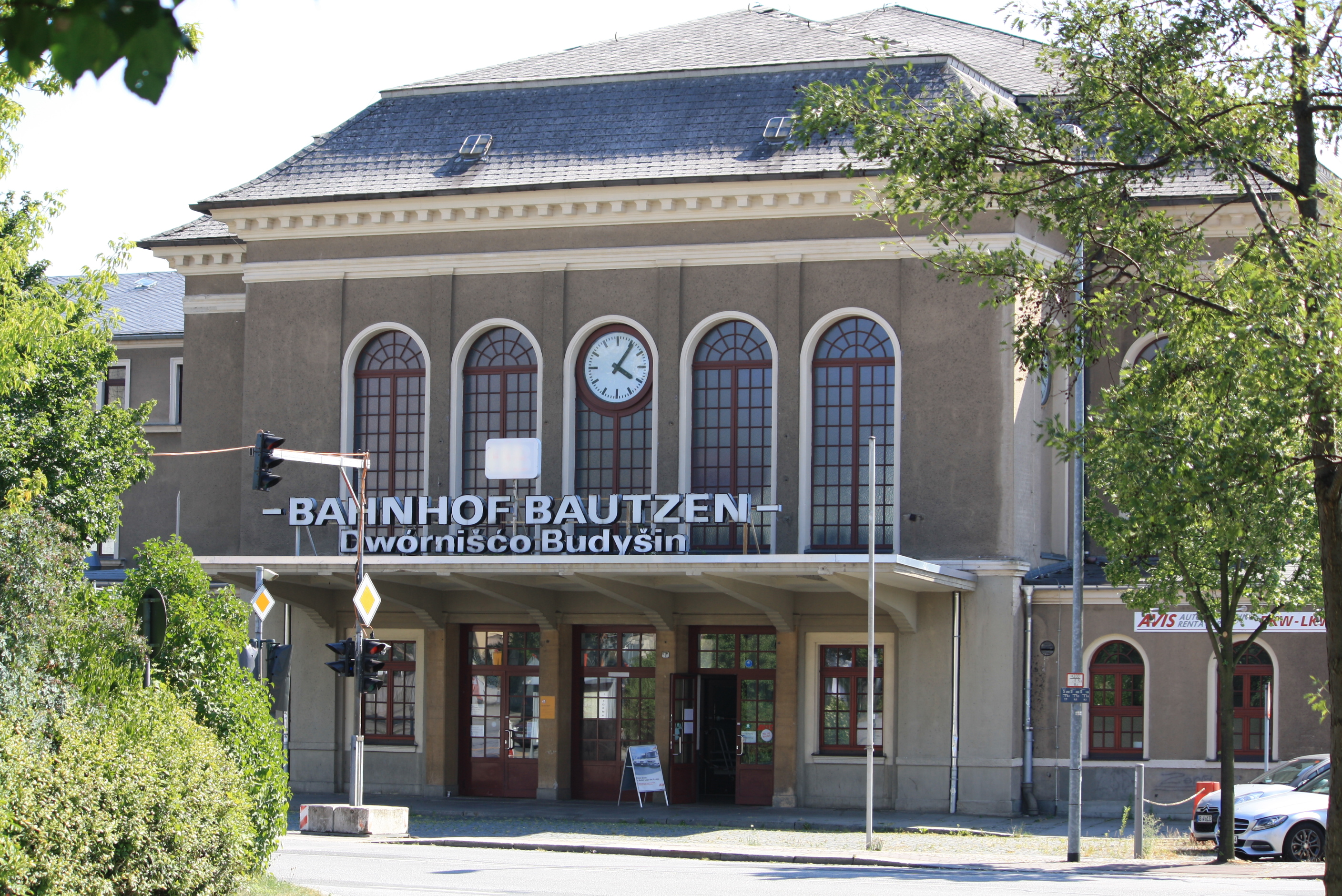
Główny budynek dworca kolejowego w Budziszynie.
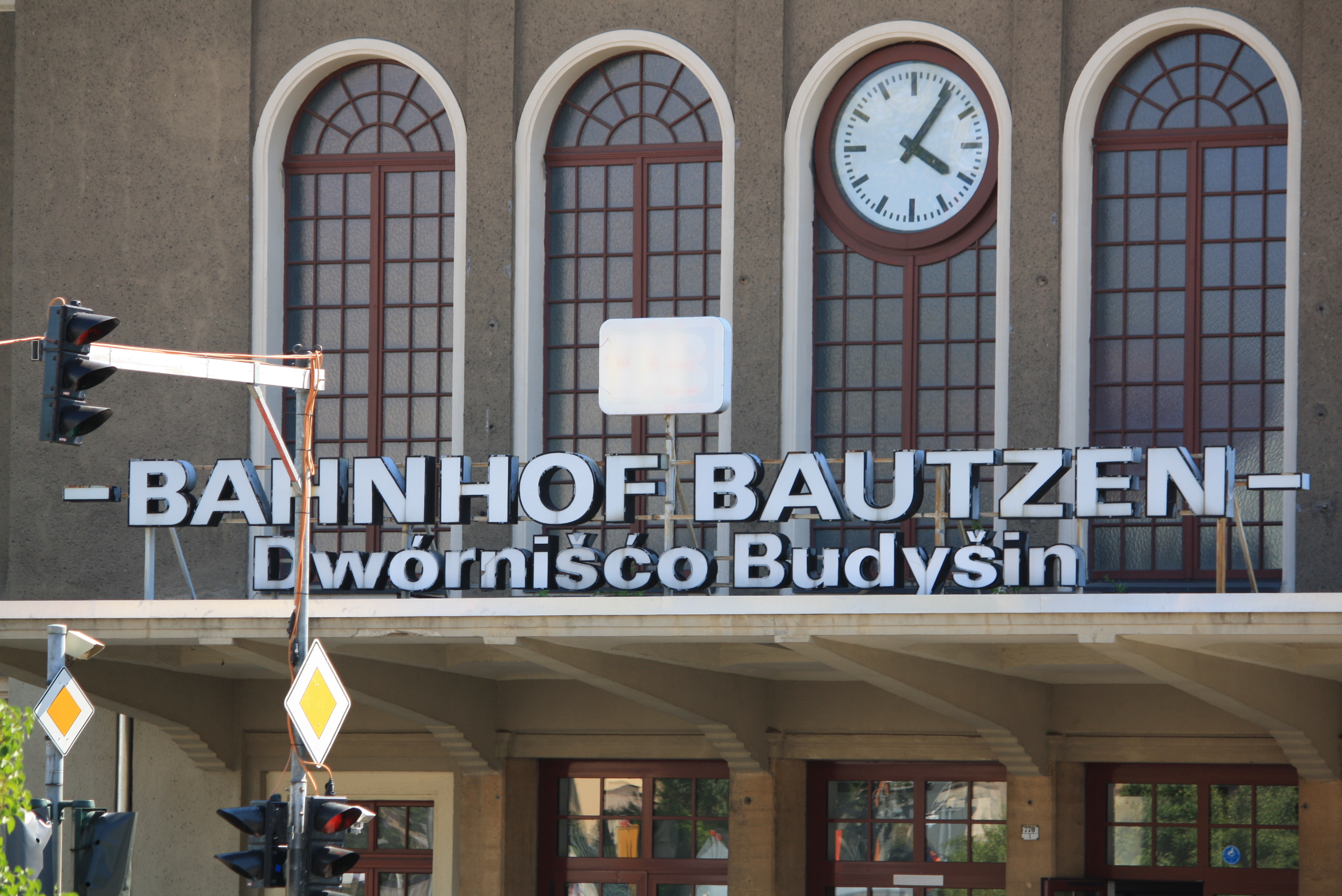
Dwujęzyczny niemiecko-łużycki napis na fasadzie dworca kolejowego w Budziszynie.
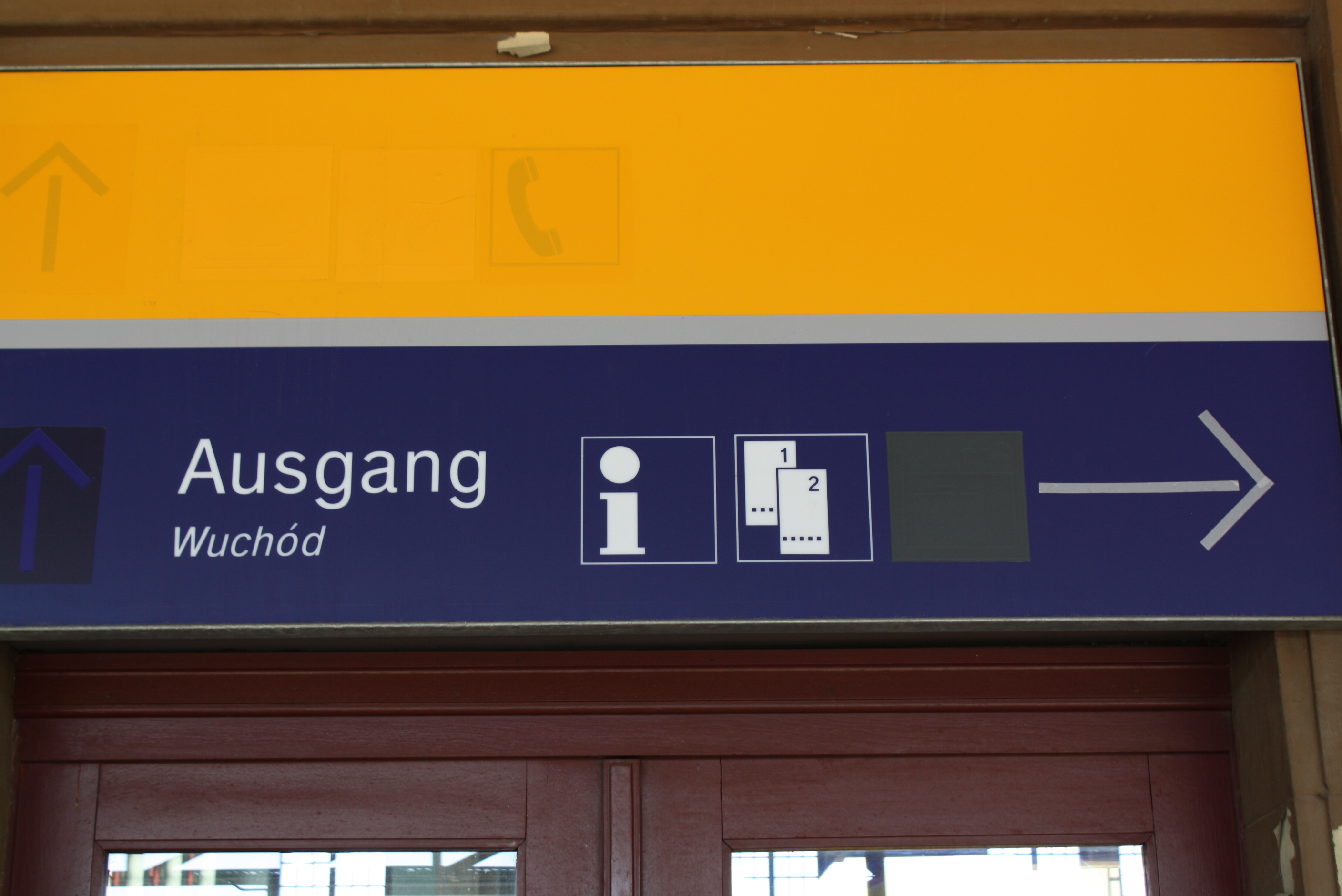
Dworzec w Budziszynie: dwujęzyczny niemiecko-łużycki napis „Wyjście”.

| Bautzen-Budyšin                                   |  |          |
| Linia 6212 Görlitz - Dresden-Neustadt (45,912 km) |  |          |
| Falkenberg                                        |  | Stiebitz |